# Tình chị em (đồng giới)
Tình chị em hay tỷ muội tình thâm là mối quan hệ vô cùng gần gũi nhưng phi tình dục, phi tình yêu giữa hai hay nhiều người phụ nữ với nhau. Đó là mối quan hệ chặt chẽ, nồng thắm và gắn kết giữa những cùng giới trong xã hội vượt lên trên mức tình bạn thông thường, và khác biệt với tình bạn thông thường ở mức độ thân thiết đặc biệt lớn.
Sự nổi lên của các thuật ngữ tình anh em và tình chị em được xem là phản ánh nhu cầu tìm kiếm mối quan hệ ngày càng tăng như một hành vi hiện đại. Mặc dù tình chị em đôi khi được coi là mặt bên kia của tình anh em, nhưng một số người vẫn nhận ra những sắc thái khác biệt về mặt kiến tạo xã hội giữa hai khái niệm. Tác giả Hammarén thấy rằng "các giá trị khác nhau được ấn định dành cho tình bạn của nam và nữ" và tính khác nhau trong "quan hệ năng lượng cơ bản giữa hai khái niệm", còn Winch thì khẳng định một vài khác biệt trong việc kiến tạo xã hội.